# Faverolles, Somme
Faverolles là một xã ở tỉnh Somme, vùng Hauts-de-France, Pháp.

## Địa lý
Thị trấn này tọa lạc trên đường D930, khoảng 20 dặm Anh về phía đông nam của Amiens.

## Địa điểm nổi bật
- Nhà thờ Saint Marie
- Đài tưởng niệm chiến tranh

## Dân số
| 1962                                                           | 1968 | 1975 | 1982 | 1990 | 1999 |
| -------------------------------------------------------------- | ---- | ---- | ---- | ---- | ---- |
| 131                                                            | 135  | 133  | 143  | 150  | 139  |
| Số liệu điều tra dân số từ năm 1962, dân số không tính hai lần |      |      |      |      |      |